# Papa-mel-de-ferradura
O papa-mel-de-ferradura (Phylidonyris pyrrhopterus) é uma ave passeriforme da família dos melifagídeos, nativa do sudeste da Austrália. Pertence ao gênero Phylidonyris [en] e é mais próximo do comum papa-mel-de-olho-branco [en] (P. novaehollandiae) e do papa-mel-de-faces-brancas (P. niger). Duas subespécies são reconhecidas: P. p. halmaturinus, restrita à Ilha dos Cangurus e às Cordilheiras Mount Lofty na Austrália Meridional, e a subespécie nominal, distribuída pela maior parte de sua área.
Possui plumagem cinza-escura com partes inferiores mais claras, destacada por manchas amarelas nas asas e uma ampla ferradura preta, contornada em branco, que desce pelos lados do peito. Apresenta leve dimorfismo sexual, com a fêmea exibindo cores mais apagadas que o macho. Os filhotes se assemelham à fêmea, embora os filhotes machos já mostrem manchas amarelas nas asas mais distinguíveis.
O macho emite um canto complexo e variável, ouvido ao longo do ano. Canta de poleiros expostos e, durante a temporada de reprodução, realiza voos cantados. O papa-mel-de-ferradura habita áreas de vegetação densa, como florestas esclerófilas, habitats alpinos, charnecas, parques e jardins, onde se alimenta de néctar e invertebrados. Forma pares de longo prazo e frequentemente mantém fidelidade a um mesmo local de reprodução por anos. A fêmea constrói o ninho e cuida majoritariamente dos dois a três filhotes, que se tornam independentes em cerca de 40 dias após a postura.
Os pais empregam várias estratégias contra predadores, mas os filhotes podem ser capturados por cobras, cucaburras, aves do gênero Strepera ou gatos. Apesar de enfrentar ameaças, sua população e distribuição são suficientes para classificá-lo como pouco preocupante em termos de conservação.

## Taxonomia
O papa-mel-de-ferradura foi descrito originalmente pelo ornitólogo John Latham em 1801 como Certhia pyrrhoptera, devido a uma suposta relação com as trepadeiras do gênero Certhia. Posteriormente, foi renomeado como Certhia australasiana por George Kearsley Shaw em 1812, Melithreptus melanoleucus por Louis Pierre Vieillot em 1817, e Meliphaga inornata por John Gould em 1838. O nome genérico deriva do francês phylidonyre, que combina termos para melifagídeo e pássaro-do-sol (anteriormente considerados da mesma família). O epíteto específico vem das raízes do grego antigo pyrrhos ("fogo") e pteron ("asa"), referindo-se às manchas amarelas nas asas. Alguns guias registram o nome binomial como Phylidonyris pyrrhoptera; porém, uma revisão em 2001 determinou que o gênero é masculino, tornando pyrrhopterus o nome correto. Duas subespécies são reconhecidas: P. p. pyrrhopterus, na maior parte da distribuição, e P. p. halmaturinus, restrita à Ilha dos Cangurus e às Cordilheiras Mount Lofty.
Um estudo molecular de 2004 identificou seus parentes mais próximos como o papa-mel-de-olho-branco e o papa-mel-de-faces-brancas, formando o agora pequeno gênero Phylidonyris. Um estudo genético de 2017, usando DNA mitocondrial e nuclear, incluiu o papa-mel-de-cockerell [en] neste clado. O ancestral do papa-mel-de-ferradura divergiu da linhagem que originou o papa-mel-de-cockerell, o papa-mel-de-olho-branco e o papa-mel-de-faces-brancas há cerca de 7,5 milhões de anos. Análises de DNA mostram que os melifagídeos são relacionados às famílias Pardalotidae, Acanthizidae e Maluridae na superfamília Meliphagoidea.
"Papa-mel-de-ferradura" é o nome comum oficial designado pela International Ornithologists' Union. Outros nomes incluem "asa-de-queixo", "Egito" e "melifagídeo-ferradura". Gould o chamou de "melifagídeo da Tasmânia".

## Descrição

### Aparência
O papa-mel-de-ferradura mede de 14 a 17 cm de comprimento, com envergadura de 16 a 23 cm e peso aproximado de 16 g. Exibe dimorfismo sexual, com a fêmea sendo uma versão mais pálida do macho. O macho é predominantemente cinza-escuro, com manchas amarelas nítidas nas asas, uma ampla ferradura preta contornada em branco descendo pelos lados do peito e uma faixa branca acima do olho. A parte superior da cauda é preta, com bordas amarelas nas penas formando painéis amarelos laterais distintos. Pontas brancas na parte inferior da cauda só são visíveis em voo. As partes inferiores são cinza-acastanhadas claras, desbotando para branco. A fêmea é mais opaca, tendendo a marrom-oliva em vez de cinza, com manchas amarelas nas asas menos vibrantes e marcas em ferradura esmaecidas. Ambos os sexos têm pernas e pés cinza-escuros, olhos vermelho-rubi profundos e um bico preto longo e curvado para baixo. Os jovens se assemelham aos adultos, mas com marcações menos definidas, bicos cinza-escuros e olhos castanhos mais opacos. Filhotes machos são distinguíveis por manchas amarelas mais extensas nas asas a partir dos sete dias de idade. Os padrões de ecdise são pouco conhecidos; parecem substituir as penas primárias de voo entre outubro e janeiro.
Embora ambas as subespécies tenham aparência geral semelhante, a fêmea de halmaturinus tem plumagem mais pálida que a raça nominal, e ambos os sexos possuem asa e cauda menores e bico mais longo. Na população de halmaturinus da Ilha dos Cangurus, a asa é significativamente mais curta e o bico mais longo que na população de Mount Lofty, uma variação de tamanho em forma insular que contraria as regras de Allen e Bergmann.

### Vocalização
O papa-mel-de-ferradura possui uma variedade de chamados e cantos musicais. Um estudo registrou chamados de alarme semelhantes aos do papa-mel-de-olho-branco, diversos chamados de contato monossilábicos ou trissilábicos ásperos, e cantos complexos e diversificados. O chamado de contato mais comum é um "e-gypt" alto e sonoro, enquanto o alarme é um "chip-chip-chip" agudo e rápido. O macho também tem um canto melódico, ouvido durante todo o ano, a qualquer hora do dia. O canto é estruturado de forma complexa, incluindo um assobio descendente e um chamado musical de duas notas. É executado de poleiros expostos ou dentro do dossel arbóreo, acompanhado de exibições de acasalamento (voos cantados) na temporada reprodutiva. Quando a fêmea está no ninho e o macho por perto, ambos emitem notas suaves e baixas, conhecidas como "canto sussurrado".

## Distribuição e habitat

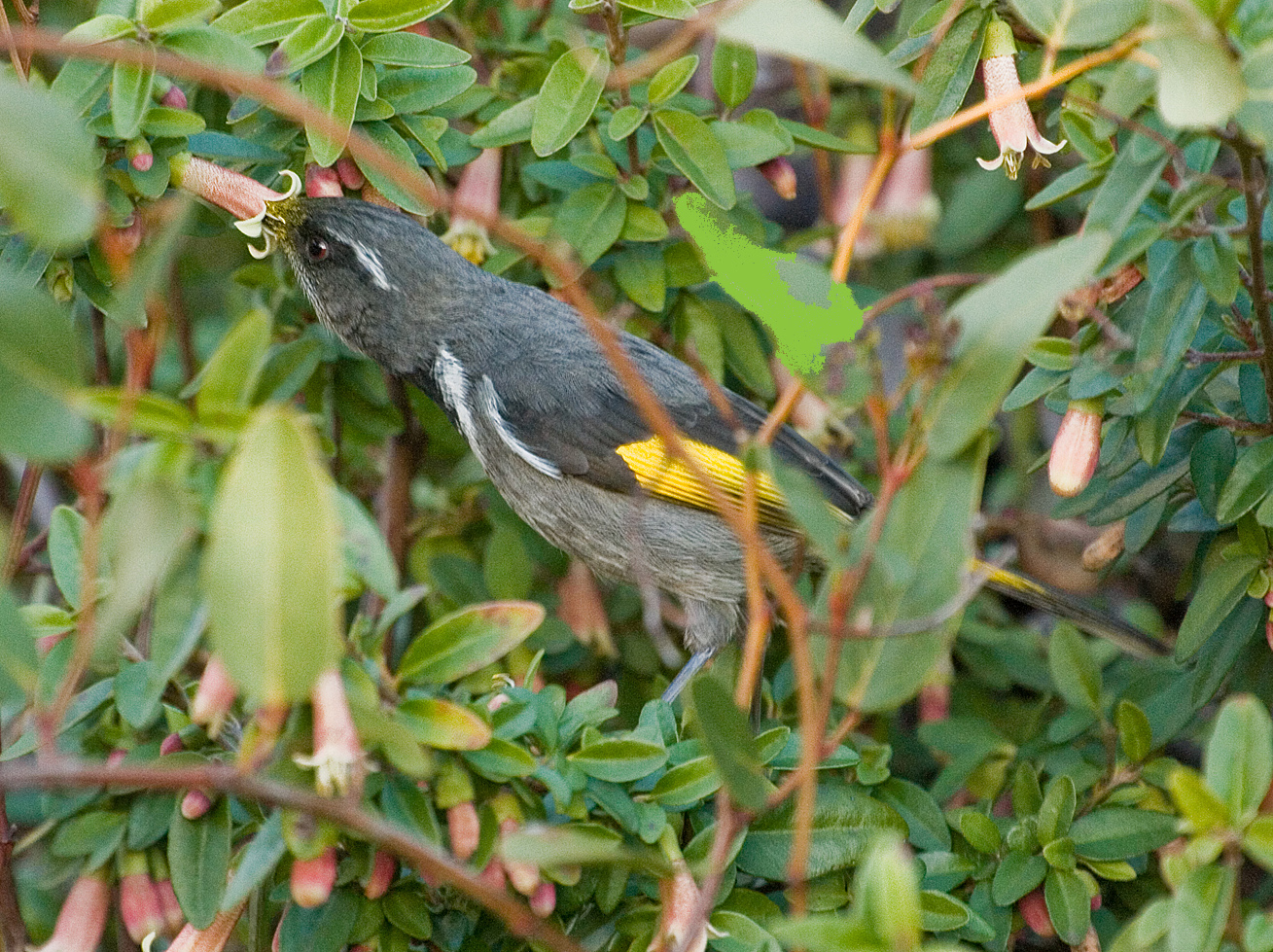
Macho se alimentando em um arbusto de Correa.

Há registros de populações esparsas do papa-mel-de-ferradura nos Planaltos Centrais, na Costa Norte Média e na Região de Hunter em Nova Gales do Sul, sendo comum ao sul do Parque Nacional Dharug [en] e a leste de Bathurst. Em Victoria, é amplamente distribuído da fronteira com Nova Gales do Sul até Wallan [en], com populações esparsas mais a oeste. Na Tasmânia, é comum, exceto no nordeste, onde é mais raro. Na Austrália Meridional oriental, limita-se a florestas esclerófilas, com populações isoladas nas Cordilheiras Mount Lofty e na Ilha dos Cangurus. Influxos locais fora de sua área habitual ocorrem em resposta a mudanças no habitat. A densidade populacional varia de 0,3 aves por hectare perto de Orbost [en] a 8,7 pares por hectare na Floresta Estadual Boola Boola, ambos em Victoria.
O papa-mel-de-ferradura ocupa diversos habitats, como charnecas costeiras, florestas tropicais, florestas esclerófilas úmidas, florestas montanhosas, bosques de clima alpino, ravinas úmidas e matagais densos de Melaleuca, todos refletindo sua preferência por vegetação densa. É frequentemente visto em florestas esclerófilas úmidas dominadas por eucaliptos, com um sub-bosque denso de arbustos como Acacia melanoxylon, Acacia dealbata, Cassinia, Prostanthera e Correa. Em altitudes elevadas, ocorre em charnecas alpinas e bosques de eucaliptos ou coníferas atrofiados.
Seus movimentos dentro da área de distribuição são parcialmente conhecidos. Há evidências de migração sazonal para altitudes mais baixas nos meses frios, embora parte da população permaneça sedentária. Outono e inverno levam a migrações para áreas costeiras baixas no sul da Tasmânia, onde é comum em parques e jardins urbanos, assim como em Gippsland e nas Costa Central e Costa Sul de Nova Gales do Sul. Na região de Sydney, alguns indivíduos descem das Montanhas Azuis para Sydney nos meses frios, enquanto outros permanecem fixos. Aparece em áreas alpinas e subalpinas das Montanhas Nevadas apenas nos meses quentes sem neve (outubro a abril). Outras populações seguem um padrão nômade, acompanhando fontes de alimento, como nas Montanhas Azuis e partes de Victoria.

## Comportamento

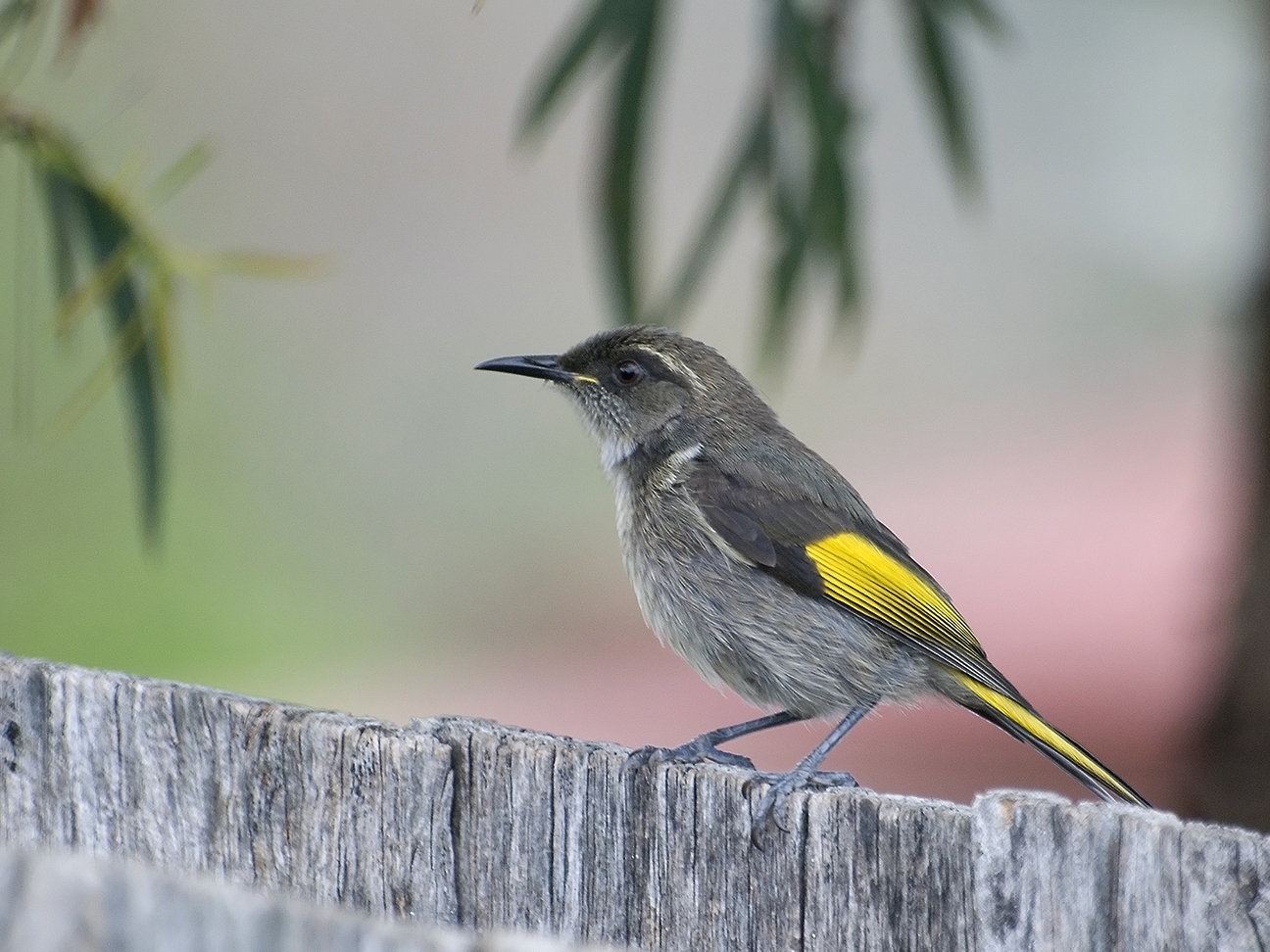
Macho juvenil na Tasmânia, Austrália.

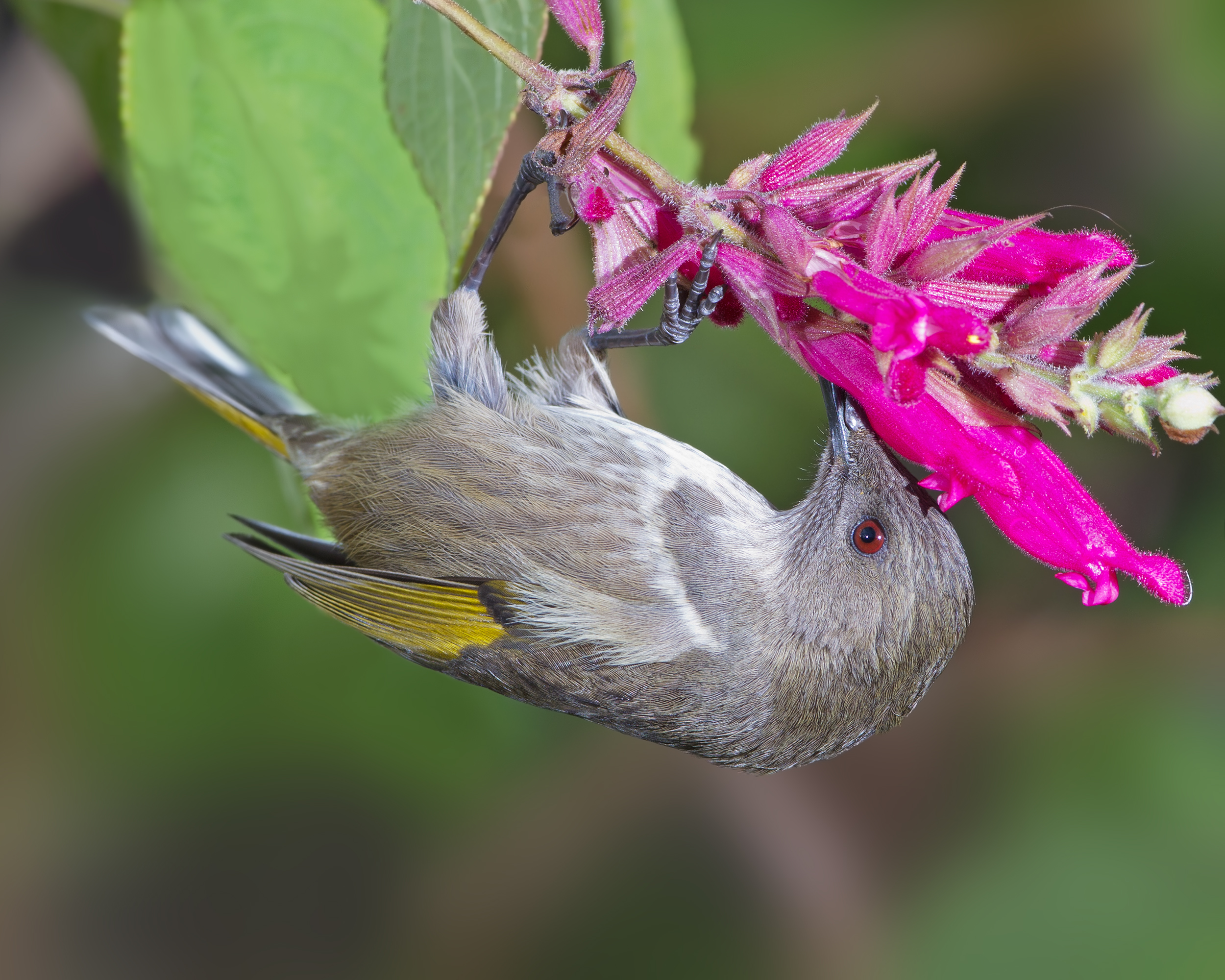
Fêmea se alimentando de néctar.

### Reprodução
O papa-mel-de-ferradura ocupa territórios durante a temporada de reprodução, de julho a março, com pares frequentemente permanecendo no território após o período e mantendo fidelidade ao local por anos. Estudos de anilhamento recapturaram aves a metros do ninho onde nasceram, e uma fêmea foi recapturada no local de anilhamento quase dez anos depois. Os pares nidificam isoladamente ou em colônias frouxas, com ninhos a cerca de 10 m de distância. O macho defende o território, usado para forrageamento e reprodução, sendo mais ativo e vocal na proteção durante a temporada. Na corte, realiza voos cantados, planando com asas trêmulas e emitindo notas agudas contínuas.
A fêmea constrói o ninho perto da borda do território, geralmente próximo à água, baixo em arbustos. É um ninho profundo e em forma de taça, feito de teias de aranha, cascas, galhos, raízes e outros materiais vegetais, forrado com gramíneas, musgo, penugem e pelos. Tiras longas de casca de cordoeiro são comumente usadas. A ninhada tem 2 ou 3 ovos, ocasionalmente 4, medindo 19 mm por 15 mm. São rosa-pálidos, às vezes com tons de bege, com manchas lavanda e castanhas, mais escuras na extremidade maior. A fêmea incuba e choca os ovos, mas ambos os sexos alimentam os filhotes e removem sacos fecais, embora a fêmea cuide mais dos jovens. Os filhotes são alimentados com insetos, especialmente moscas, segundo um estudo. A incubação dura 13 dias, seguida por 13 dias até os filhotes deixarem o ninho. Os pais alimentam os filhotes por cerca de duas semanas após saírem do ninho, mas os jovens não permanecem muito no território parental. Tornam-se independentes em 40 dias após a postura.
Os pais utilizam estratégias antipredatórias: a fêmea permanece no ninho até quase ser tocada; um dos dois realiza exibições de distração, agitando asas e movendo-se pelo chão; a fêmea voa rapidamente contra intrusos; e ambos emitem chamados ásperos contra cucaburras, cobras da espécie Notechis scutatus ou aves do gênero Strepera. Os ninhos, baixos nos arbustos, são vulneráveis a cobras e aves, mas gatos domésticos e selvagens são os predadores mais prováveis.
Eles formam relações de longo prazo, muitas vezes durando o ano todo; embora socialmente monogâmicos, são sexualmente promíscuos. Um estudo mostrou que apenas 42% dos filhotes foram gerados pelo macho do ninho, apesar de defesas como pareamento e proteção territorial. Características de promiscuidade genética incluem dimorfismo sexual identificável em filhotes, menor contribuição do macho no cuidado dos jovens, defesa vigorosa do território pelo macho e incursões toleradas de fêmeas em outros territórios.

### Alimentação
O papa-mel-de-ferradura é arbóreo, forrageando principalmente entre folhagens e flores no sub-bosque e dossel por néctar, frutos e pequenos insetos. Consome melada de psilídeos, coccídeos e animais da família Eriococcidae [en]. Alimenta-se principalmente sondando flores por néctar, coletando em folhagens e cascas e caçando insetos no ar. Embora costume forragear sozinho ou em pares, também forma bandos frouxos ou grandes grupos em fontes abundantes. Um estudo em florestas perto de Hobart, na Tasmânia, mostrou que sua dieta é exclusivamente insetos durante a reprodução, enquanto o néctar predomina no inverno. Consome mariposas e moscas, forrageando em troncos (dois terços do tempo) e folhagens (um terço). Alimenta-se de néctar no outono e inverno, e forrageia no Eucalyptus globulus na primavera. A floração da Grevillea victoria [en] no verão em áreas subalpinas das Montanhas Nevadas atrai grandes números da espécie. Forrageia intensamente em fontes abundantes, visitando, em média, 34 flores por minuto na Stenanthera conostephioides [en]. Outras plantas visitadas incluem espécies de Banksia, Telopea, gêneros de flores tubulares como Astroloma, Epacris e Correa, visgos do gênero Amyema e eucaliptos nas Cordilheiras Mount Lofty. Na Floresta Estadual Bondi, também foi registrado se alimentando de Persoonia confertiflora [en], Lomatia ilicifolia [en], Oxylobium arborescens [en], Acacia dealbata e Bursaria spinosa [en]. Diferenças locais nos padrões de forrageamento floral foram observadas na Austrália Meridional; populações na Ilha dos Cangurus preferem flores de Adenanthos, enquanto as da Península de Fleurieu forrageiam mais em eucaliptos e uma maior diversidade de plantas.

## Estado de conservação
Embora sua população e distribuição sejam suficientes para classificá-lo como pouco preocupante em conservação, os números oscilaram significativamente nos últimos 25 anos e atualmente parecem estar em declínio. As ameaças incluem destruição de habitat, com as florestas alpinas onde se reproduz sendo reduzidas por infestações de ervas daninhas, incêndios severos, secas e desmatamento. Sua dependência de parcerias de longo prazo e territórios fixos ameaça o sucesso reprodutivo com a morte de um parceiro ou a perda do território. O influxo para áreas urbanas aumenta o risco de acidentes e predação. Gatos foram registrados predando a espécie, e ao menos um guia recomenda que donos de gatos os mantenham em cercados ao ar livre ou proporcionem um ambiente interno estimulante.